# Chilenische Wachsglocke
Die Chilenische Wachsglocke (Lapageria rosea), auch Chilenische Glockenblume genannt, ist die einzige Pflanzenart der monotypischen Gattung Lapageria aus der Familie Philesiaceae, die zur Ordnung der Lilienartigen (Liliales) gehört. Sie wurde 1977 von Augusto Pinochet zur Nationalblume Chiles ernannt und wird dort Copihue genannt.

## Verbreitung

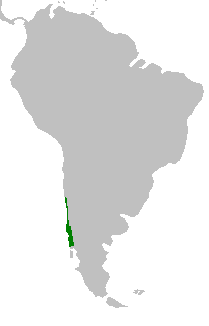
Verbreitungskarte von Lapageria rosea.

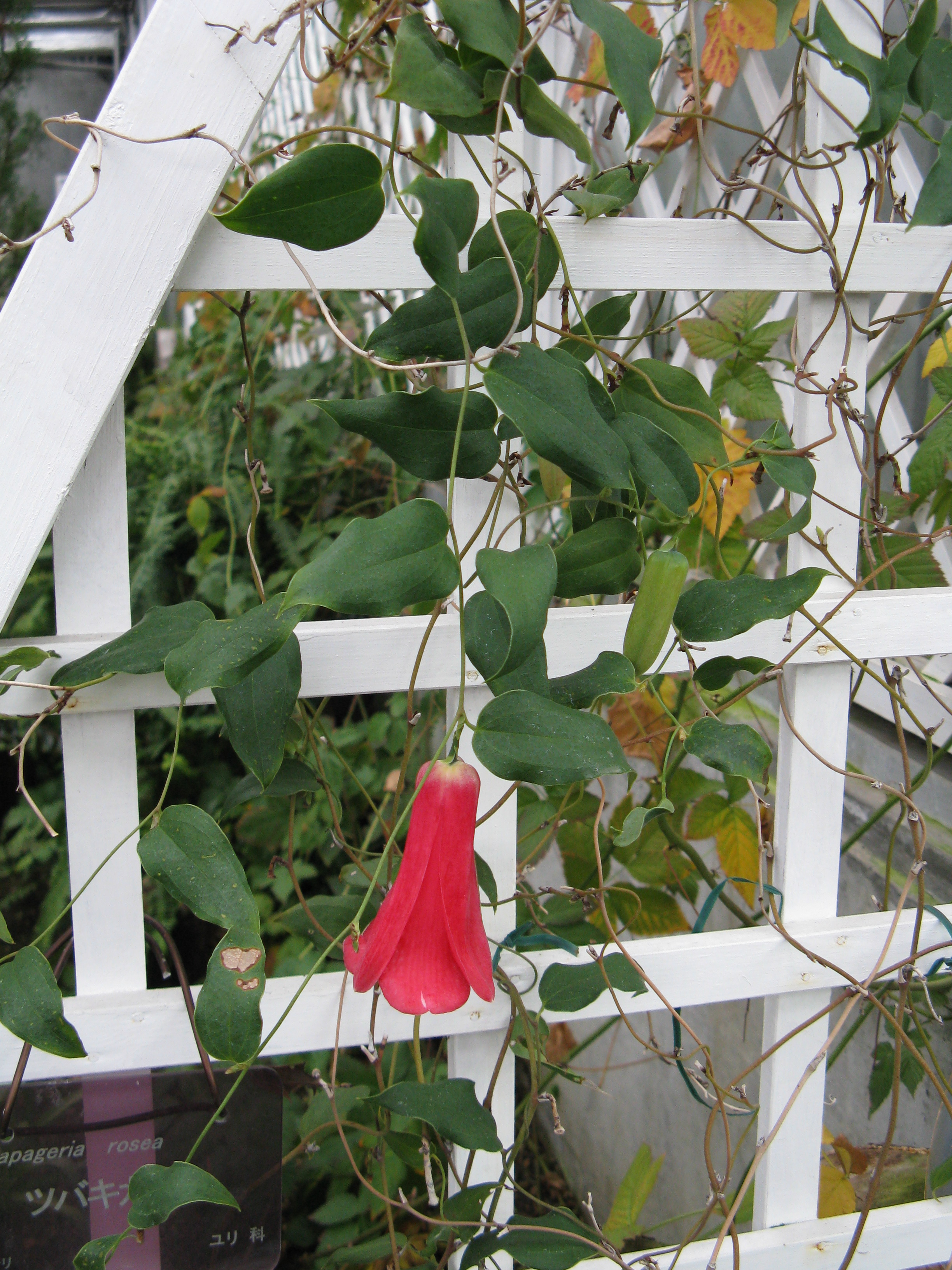
Habitus, Blätter, Blüte und Frucht von Lapageria rosea als Zierpflanze

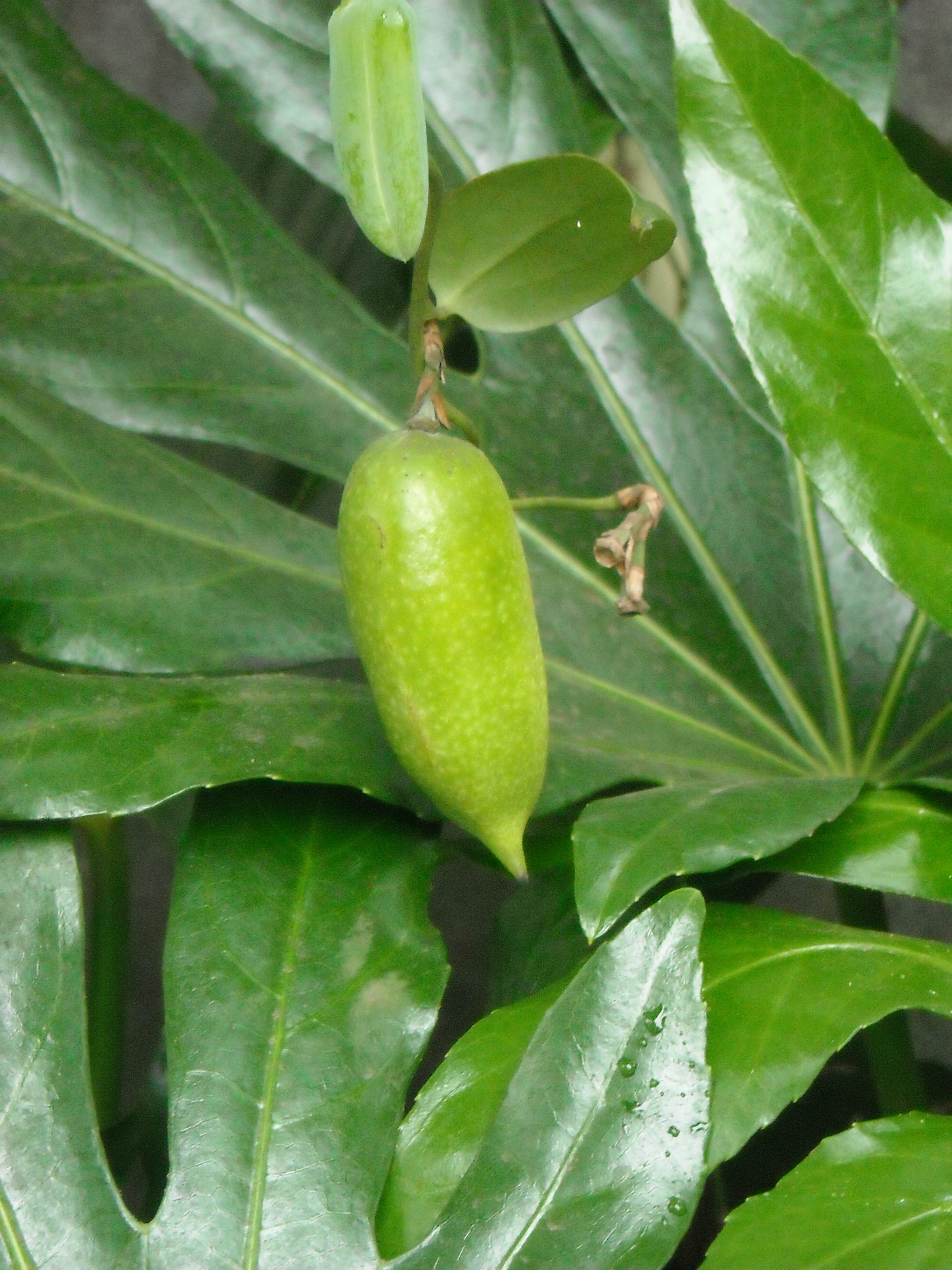
Frucht der Wachsglocke (Lapageria rosea)

Die Chilenische Wachsglocke ist endemisch in den gemäßigten Regenwäldern der chilenischen Westküste bis etwa 41 Grad südlicher Breite, in den „Valdivianischen Wäldern“. Lapageria rosea gedeiht an sehr kühlen Naturstandorten (aber frostfrei) immer im Schatten bis Halbschatten.

## Beschreibung
Die Chilenische Wachsglocke wächst als immergrüne Liane, also ausdauernde, verholzende Kletterpflanze einige Meter hoch oder weit. Die fast kahlen, etwas rauen Sprossachsen sind meist schlank, sie können aber auch einige Zentimeter dick werden.
Die wechselständigen und kurz gestielten Laubblätter sind einfach, eiförmig, oft herzförmig und spitz bis zugespitzt oder bespitzt, ganzrandig, ledrig und bis etwa 12 cm lang. Die Nervatur ist 3- oder 5-zählig handförmig.
Die Chilenische Wachsglocke ist protandrisch, also vormännlich. Die duftlosen, großen und kurz gestielten Blüten erscheinen einzeln oder bis zu viert achselständig. Es sind jeweils mehrere kleine, schuppenartige Tragblätter am Blütenstiel vorhanden. Die wachsartigen, schmal glockenförmigen, leuchtend roten über rosafarbenen bis weißen (je nach Sorte) Blüten mit einfacher Blütenhülle sind bis etwa 7–9 cm lang und hängen. Sie haben sechs ähnlich geformte, freie, aufrechte, dachige und meist innen mehr oder weniger gefleckte Blütenhüllblätter (Tepalen) in zwei Kreisen. Die inneren drei spatelförmigen sind etwas größer als die äußeren verkehrt-eilanzettlichen. Es sind 6 freie, eingeschlossene und zusammenstehende Staubblätter ausgebildet. Der einkammerige, dreikantige Fruchtknoten ist oberständig mit langem, keulenförmigem Griffel und gelappter Narbe.
Wie alle vogelbestäubten Blüten produzieren sie in ihren sechs Nektarien viel Nektar. Die spezielle Weise, wie der Nektar in Kammern gespeichert wird, bezeichnet man als Revolverblüte. Die Blütezeit reicht vom Hochsommer bis Herbst.
Es werden essbare, eiförmige, bis etwa 2,5–3 (bis 6 bei Kultivaren) Zentimeter lange, vielsamige, grüne bis grün-gelbe, glatte, bespitzte, ledrige Beerenfrüchte mit weißlichem Fruchtfleisch gebildet. Die eiförmigen bis ellipsoiden, etwa 3–4 Millimeter großen Samen sind gelblich.
Die Chromosomenzahl ist 2n = 30 + 1B.

## Ökologie
Die Bestäuber sind Kolibris (Trochilidae, z. B. Chile-Kolibri (Sephanoides sephanoides) oder Riesengnom (Patagona gigas)).
Der „Revolvermechanismus“ bedingt, dass die Kolibris beim Nektartrinken um die Blüte herum fliegen, was den Bestäubungserfolg maximiert. Aber auch Riesenhummeln wie Bombus dahlbomii gehören zu den Bestäubern.

## Nutzung
Die Frucht wird roh oder gekocht verwendet. Sie enthält ein weißes, saftiges Fruchtfleisch. Auch die Blütenblätter werden gegessen.
Die Wurzeln wurden als Substitut für Sarsaparilla verwendet.
Da sie dekorative Blüten besitzt, werden einige Sorten der Chilenische Wachsglocke als Zierpflanzen verwendet:

### Sorten (Auswahl)
- 'Nube Blanca' (weiß)
- 'White Cloud' (weiß)
- 'Hugletts Blush' (hellrosa mit weiß)
- 'Nash Court' (rot)

## Namenserklärung
Der Gattungsname Lapageria ehrt Joséphine de Beauharnais, Kaiserin der Franzosen.